# Шахта імені Горького
ДП «Шахта ім. Горького». Входить до виробничого об'єднання з видобутку вугілля
«Донецьквугілля». Шахта знаходиться недалеко від центра Донецька, поблизу знаходяться стадіон Шахтар, меблева фабрика, металургійний завод (ДМЗ), Центральний парк культури та відпочинку, тощо.

## Загальна характеристика
У 2003 р. видобуто 136 тис. т вугілля.
Фактичний видобуток бл. 250 т/добу (2004).
Максимальна глибина 870 м.
Вугільний пласт h8 потужністю 0,6 м з кутом падіння 11°.
Кількість очисних вибоїв 2, підготовчих 2 (2004).
Адреса: 83102, м. Донецьк, вул. Стадіонна, 1.

## Світлини

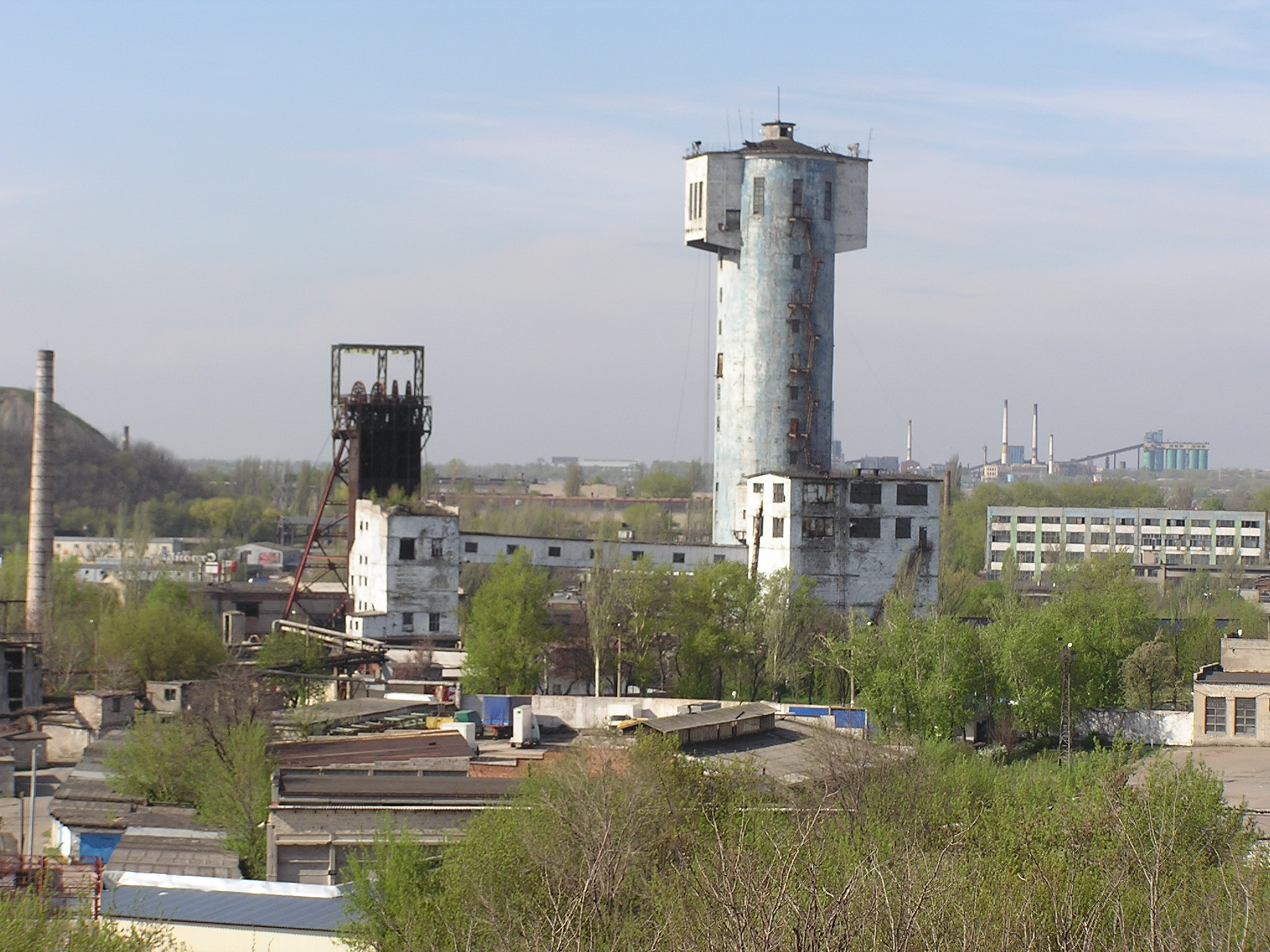
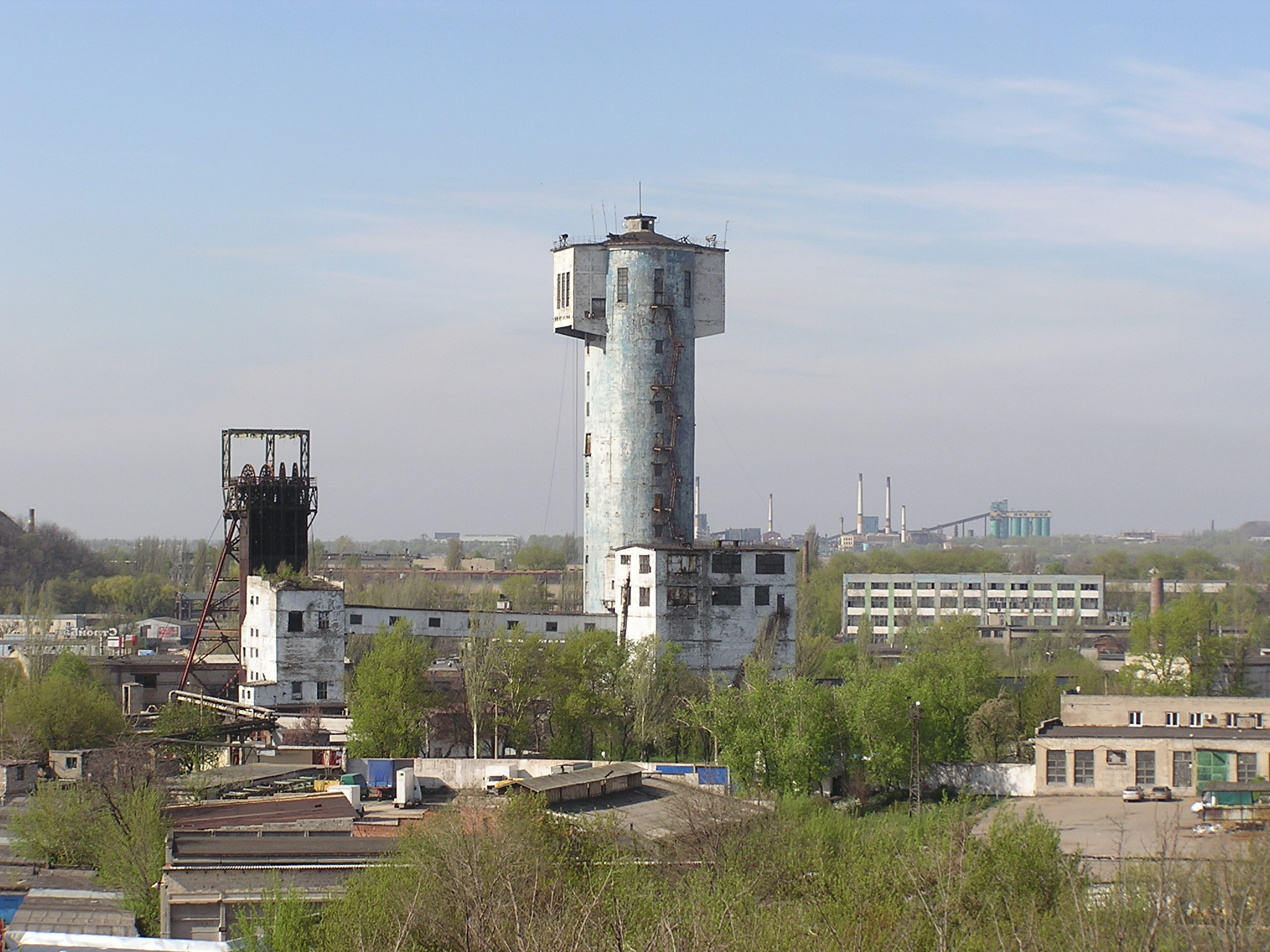
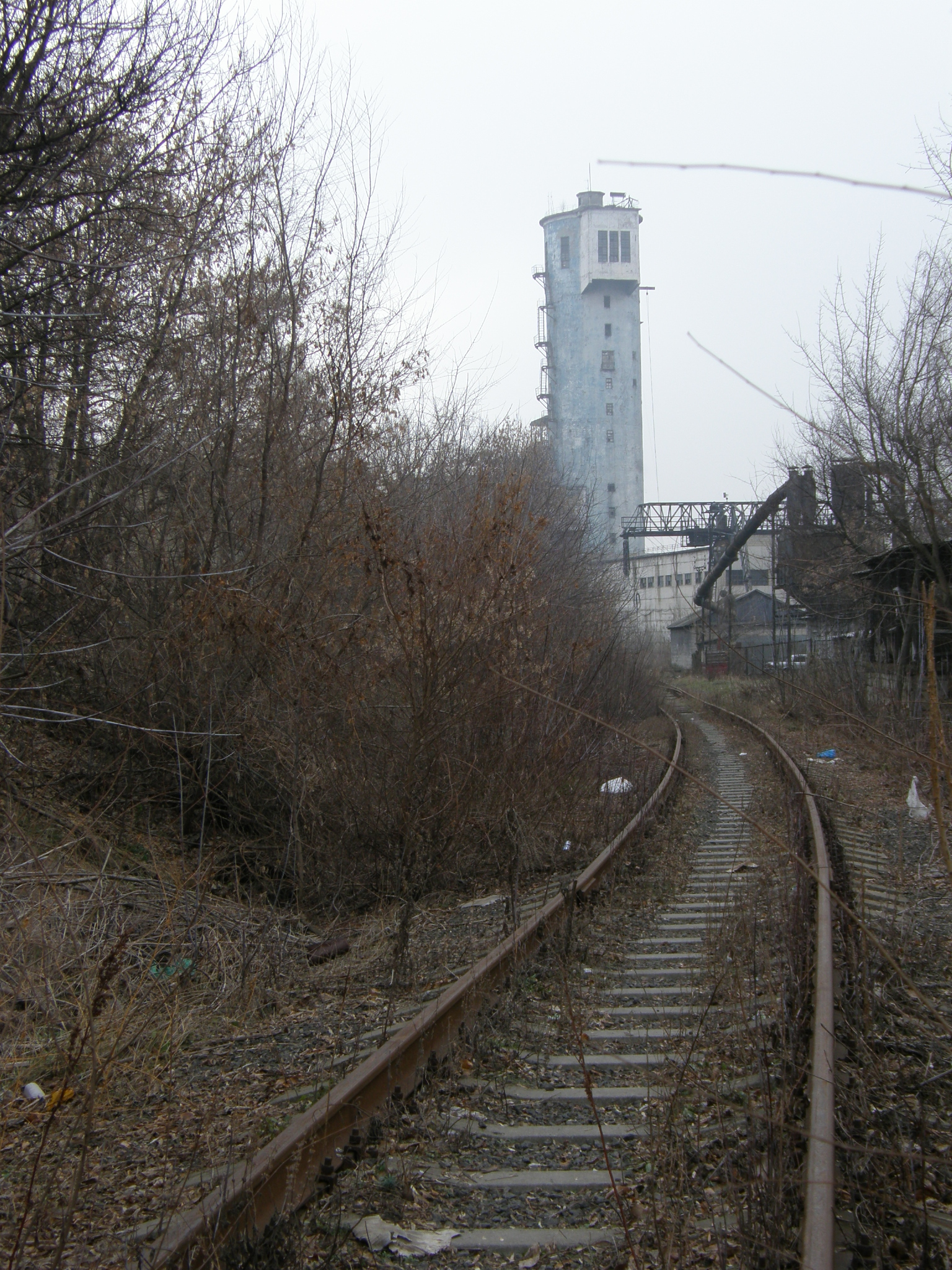
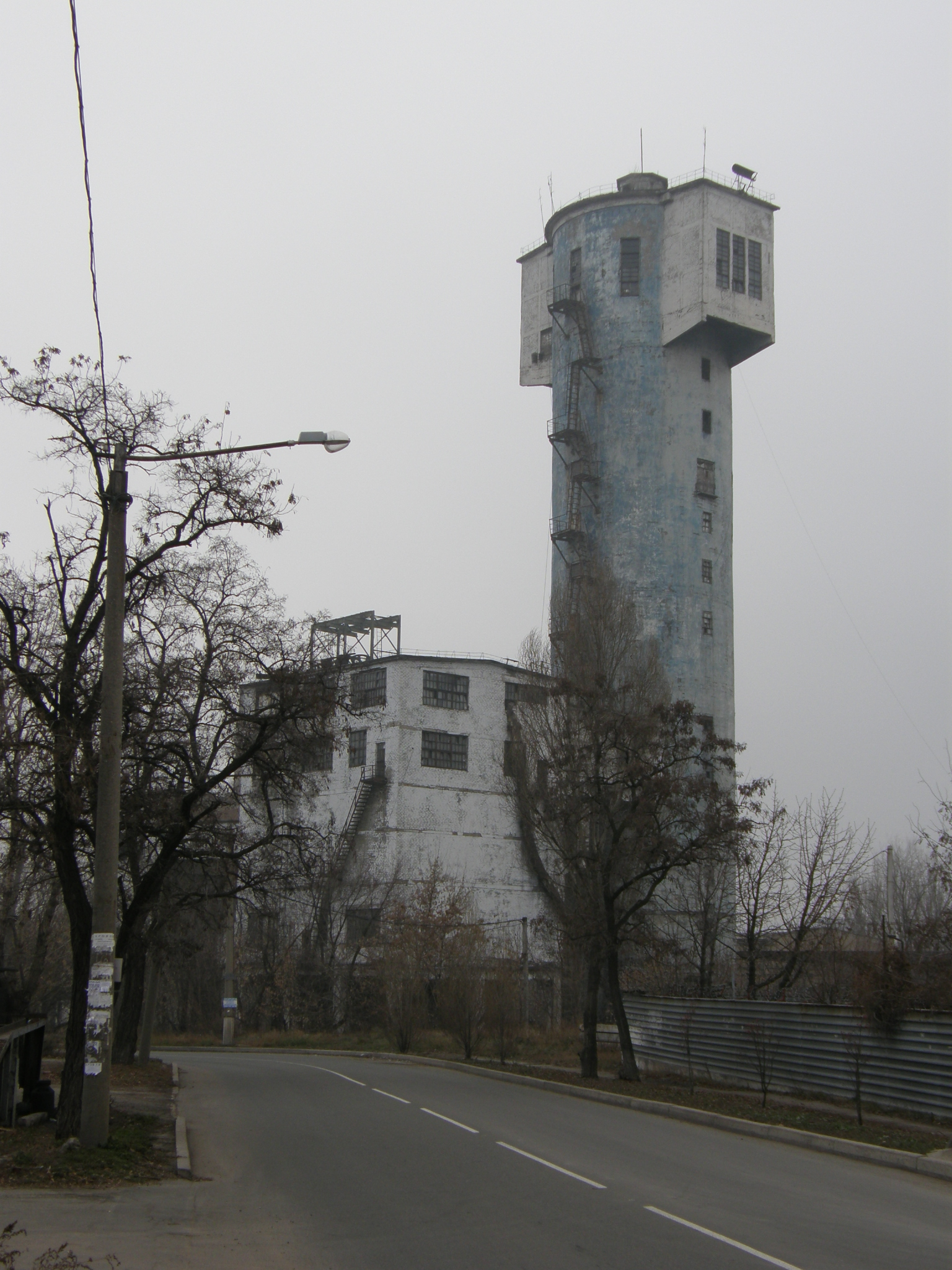
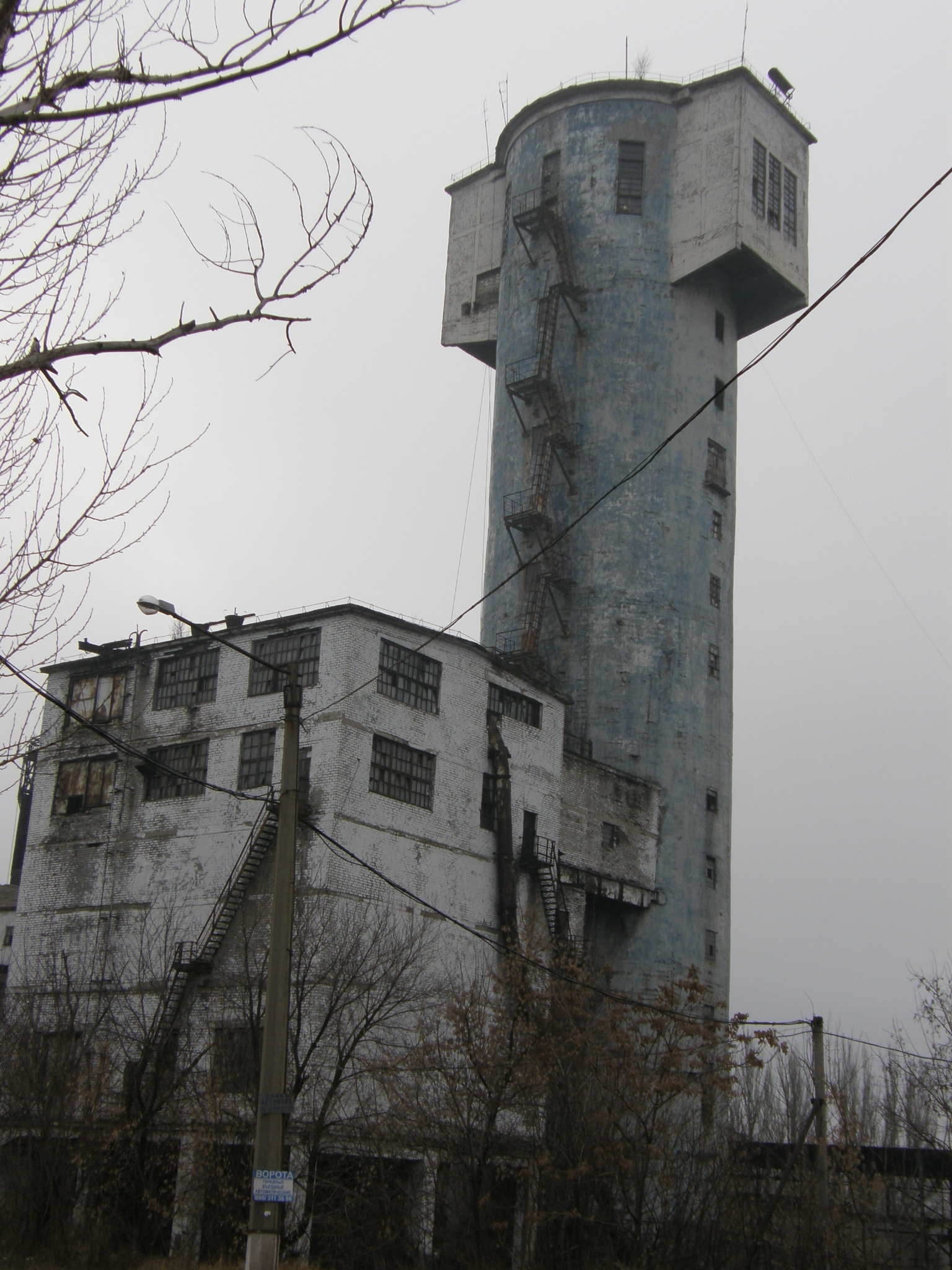